# Meistaradeildin (1946)
Meistaradeildin 1946 – 4. sezon pierwszej ligi piłki nożnej archipelagu Wysp Owczych. Zwycięzcą został B36 Tórshavn, pokonując mistrza z poprzedniego roku - KÍ Klaksvík. Rozgrywki prowadzone były w sposób nieligowy. Brało w nich udział osiem klubów, do siedmiu wcześniejszych dołączył MB Miðvágur.

## Grupa wschodnia

### Uczestnicy
| Uczestnicy Meistaradeildin 1945                                                                               | Uczestnicy Meistaradeildin 1945 | Uczestnicy Meistaradeildin 1945 | Uczestnicy Meistaradeildin 1945 |
| --- | ------------------------------- | ------------------------------- | ------------------------------- |
| KÍ | KÍ Klaksvík                     |                                 |                                 |
| B36 | B36 Tórshavn                    |                                 |                                 |
| HB | HB Tórshavn                     |                                 |                                 |
| Oznaczenia: - kolumna pierwsza – skróty nazw drużyn, - kolumna trzecia – miejsce zajęte w poprzednim sezonie. |                                 |                                 |                                 |

### Rozgrywki

#### Tabela
| Lp. | Drużyna      | M | Z | R | P | Bramki | Bramki | Różn. | Pkt | Uwagi              |
| --- | ------------ | - | - | - | - | ------ | ------ | ----- | --- | ------------------ |
| 1   | B36 Tórshavn | 4 | 3 | 0 | 1 | 12     | 4      | +8    | 6   | Awans do półfinału |
| 2   | KÍ Klaksvík  | 4 | 2 | 0 | 2 | 6      | 8      | −2    | 4   |                    |
| 3   | HB Tórshavn  | 4 | 1 | 0 | 3 | 3      | 9      | −6    | 2   |                    |

#### Wyniki spotkań
| Gospodarz \ Gość | B36 | HB  | KÍ  |
| B36 Tórshavn     |     | 3:1 | 6:1 |
| HB Tórshavn      | 0:3 |     | 2:1 |
| KÍ Klaksvík      | 2:0 | 2:0 |     |

Aktualne na 15 marca 2015. Źródło: FaroeSoccer.com
Objaśnienia:
1Drużyna gospodarzy jest wymieniona po lewej stronie tabeli.
Kolory: zielony – zwycięstwo gospodarzy, żółty – remis, różowy – zwycięstwo gości.

## Grupa zachodnia

### Uczestnicy
| Uczestnicy Meistaradeildin 1945                                                                               | Uczestnicy Meistaradeildin 1945 | Uczestnicy Meistaradeildin 1945 | Uczestnicy Meistaradeildin 1945 |
| --- | ------------------------------- | ------------------------------- | ------------------------------- |
| SÍ | SÍ Sørvágur                     |                                 |                                 |
| SÍF | SÍF Sandavágur                  |                                 |                                 |
| Nowi uczestnicy                                                                                               |                                 |                                 |                                 |
| MB | MB Miðvágur                     |                                 |                                 |
| Oznaczenia: - kolumna pierwsza – skróty nazw drużyn, - kolumna trzecia – miejsce zajęte w poprzednim sezonie. |                                 |                                 |                                 |

### Rozgrywki

#### Tabela
| Lp. | Drużyna        | M | Z | R | P | Bramki | Bramki | Różn. | Pkt | Uwagi              |
| --- | -------------- | - | - | - | - | ------ | ------ | ----- | --- | ------------------ |
| 1   | SÍF Sandavágur | 3 | 2 | 0 | 1 | 5      | 2      | +3    | 4   | Awans do półfinału |
| 2   | MB Miðvágur    | 2 | 1 | 0 | 1 | 2      | 2      | 0     | 2   |                    |
| 3   | SÍ Sørvágur    | 1 | 0 | 0 | 1 | 0      | 3      | −3    | 0   |                    |

#### Wyniki spotkań
| Gospodarz \ Gość | MB    | SÍ    | SÍF   |
| MB Miðvágur      |       | [ a ] | 0:2   |
| SÍ Sørvágur      | [ a ] |       | [ a ] |
| SÍF Sandavágur   | 2:0   | 3:0   |       |

Aktualne na 15 marca 2015. Źródło: FaroeSoccer.com
Objaśnienia:
1Drużyna gospodarzy jest wymieniona po lewej stronie tabeli.
Kolory: zielony – zwycięstwo gospodarzy, żółty – remis, różowy – zwycięstwo gości.

## Suðuroy

### Uczestnicy
| Uczestnicy Meistaradeildin 1945                                                                               | Uczestnicy Meistaradeildin 1945 | Uczestnicy Meistaradeildin 1945 | Uczestnicy Meistaradeildin 1945 |
| --- | ------------------------------- | ------------------------------- | ------------------------------- |
| TB | TB Tvøroyri                     |                                 |                                 |
| VB | VB Vágur                        |                                 |                                 |
| Oznaczenia: - kolumna pierwsza – skróty nazw drużyn, - kolumna trzecia – miejsce zajęte w poprzednim sezonie. |                                 |                                 |                                 |

### Rozgrywki
| Drużyna 1                            | Wynik dwumeczu | Drużyna 2 | Pierwszy mecz | Drugi mecz |
| ------------------------------------ | -------------- | --------- | ------------- | ---------- |
| TB Tvøroyri                          | 2:3            | VB Vágur  | 2:1           | 0:2        |
| Po lewej gospodarz pierwszego meczu. |                |           |               |            |

|  | TB Tvøroyri | 2:1Raport | VB Vágur | Sevmýri, Tvøroyri |
|  |             |           |          |                   |

|  | VB Vágur | 2:0Raport | TB Tvøroyri | á Eiðinum, Vágur |
|  |          |           |             |                  |

## Półfinały
| Drużyna 1      | Wynik | Drużyna 2 |
| -------------- | ----- | --------- |
| SÍF Sandavágur | 2:3   | VB Vágur  |
| B36 Tórshavn   | •     | wolny los |

|  | SÍF Sandavágur | 2:3Raport | VB Vágur | Djúpumýra, Klaksvík |
|  |                |           |          |                     |

## Finał
|  | B36 Tórshavn | 3:1(3:0)Raport | VB Vágur | Gundadalur, Tórshavn |
|  |              |                |          |                      |

| Mistrz Wysp Owczych 1946 |
| ------------------------ |
| B36 Tórshavn 1. tytuł    |